# Europamästerskapet i handboll för damer 1998
Europamästerskapet i handboll för damer 1998 spelades i Amsterdam och 's-Hertogenbosch i Nederländerna mellan den 11 och 20 december 1998 och var den tredje EM-turneringen som avgjordes för damer.
Norge blev europamästare efter finalseger mot Danmark med 24-16 medan Ungern tog bronset efter seger mot Österrike med 30-24.

## Deltagande lag
| Grupp A       | Grupp B    |
| ------------- | ---------- |
| Nederländerna | Danmark    |
| Rumänien      | Makedonien |
| Tyskland      | Norge      |
| Ukraina       | Polen      |
| Ungern        | Ryssland   |
| Österrike     | Spanien    |

## Gruppspel

### Grupp A
Not: S = Spelade matcher, V = Vinster, O = Oavgjorda matcher, F = Förluster, GM = Gjorda mål, IM = Insläppta mål, MS = Målskillnad, P = Poäng
| Lag           | S | V | O | F | GM  | IM  | MS  | P |
| ------------- | - | - | - | - | --- | --- | --- | - |
| Österrike     | 5 | 4 | 0 | 1 | 134 | 118 | +16 | 8 |
| Ungern        | 5 | 4 | 0 | 1 | 131 | 109 | +22 | 8 |
| Tyskland      | 5 | 4 | 0 | 1 | 117 | 119 | −2  | 8 |
| Ukraina       | 5 | 2 | 0 | 3 | 128 | 127 | +1  | 4 |
| Nederländerna | 5 | 1 | 0 | 4 | 107 | 121 | −14 | 2 |
| Rumänien      | 5 | 0 | 0 | 5 | 120 | 143 | −23 | 0 |

| Inbördes möten avgör placering när tre lag hamnar på samma poäng. Tyskland besegrade Österrike med 25-24, Österrike besegrade Ungern med 26-21 och Ungern besegrade Tyskland med 25-18, vilket gjorde att Österrike fick +4, Ungern +2 och Tyskland -6. |

| Datum       | Spelplats |               |               | Resultat | Typ av match |
| ----------- | --------- | ------------- | ------------- | -------- | ------------ |
| 11 december | Amsterdam | Ungern        | Rumänien      | 28 – 24  | Gruppspel    |
| 11 december | Amsterdam | Österrike     | Tyskland      | 24 – 25  | Gruppspel    |
| 11 december | Amsterdam | Ukraina       | Nederländerna | 23 – 16  | Gruppspel    |
| 13 december | Amsterdam | Nederländerna | Ungern        | 19 – 28  | Gruppspel    |
| 13 december | Amsterdam | Rumänien      | Österrike     | 24 – 26  | Gruppspel    |
| 13 december | Amsterdam | Tyskland      | Ukraina       | 28 – 27  | Gruppspel    |
| 14 december | Amsterdam | Ungern        | Österrike     | 21 – 26  | Gruppspel    |
| 14 december | Amsterdam | Nederländerna | Tyskland      | 18 – 19  | Gruppspel    |
| 14 december | Amsterdam | Ukraina       | Rumänien      | 32 – 24  | Gruppspel    |
| 16 december | Amsterdam | Österrike     | Ukraina       | 23 – 24  | Gruppspel    |
| 16 december | Amsterdam | Rumänien      | Nederländerna | 23 – 30  | Gruppspel    |
| 16 december | Amsterdam | Ungern        | Tyskland      | 25 – 18  | Gruppspel    |
| 17 december | Amsterdam | Ukraina       | Ungern        | 22 – 29  | Gruppspel    |
| 17 december | Amsterdam | Tyskland      | Rumänien      | 27 – 25  | Gruppspel    |
| 17 december | Amsterdam | Österrike     | Nederländerna | 28 – 24  | Gruppspel    |

### Grupp B
Not: S = Spelade matcher, V = Vinster, O = Oavgjorda matcher, F = Förluster, GM = Gjorda mål, IM = Insläppta mål, MS = Målskillnad, P = Poäng
| Lag        | S | V | O | F | GM  | IM  | MS  | P  |
| ---------- | - | - | - | - | --- | --- | --- | -- |
| Norge      | 5 | 5 | 0 | 0 | 137 | 102 | +35 | 10 |
| Danmark    | 5 | 4 | 0 | 1 | 138 | 115 | +23 | 8  |
| Polen      | 5 | 3 | 0 | 2 | 112 | 110 | +2  | 6  |
| Makedonien | 5 | 2 | 0 | 3 | 111 | 136 | −25 | 4  |
| Ryssland   | 5 | 0 | 1 | 4 | 112 | 128 | −16 | 1  |
| Spanien    | 5 | 0 | 1 | 4 | 107 | 126 | −19 | 1  |

| Datum       | Spelplats        |            |            | Resultat | Typ av match |
| ----------- | ---------------- | ---------- | ---------- | -------- | ------------ |
| 11 december | 's-Hertogenbosch | Polen      | Spanien    | 20 – 15  | Gruppspel    |
| 11 december | 's-Hertogenbosch | Danmark    | Makedonien | 37 – 21  | Gruppspel    |
| 11 december | 's-Hertogenbosch | Norge      | Ryssland   | 25 – 20  | Gruppspel    |
| 12 december | 's-Hertogenbosch | Ryssland   | Polen      | 21 – 25  | Gruppspel    |
| 12 december | 's-Hertogenbosch | Spanien    | Danmark    | 23 – 26  | Gruppspel    |
| 12 december | 's-Hertogenbosch | Makedonien | Norge      | 23 – 27  | Gruppspel    |
| 14 december | 's-Hertogenbosch | Makedonien | Spanien    | 27 – 22  | Gruppspel    |
| 14 december | 's-Hertogenbosch | Norge      | Polen      | 30 – 19  | Gruppspel    |
| 14 december | 's-Hertogenbosch | Danmark    | Ryssland   | 27 – 22  | Gruppspel    |
| 16 december | 's-Hertogenbosch | Ryssland   | Makedonien | 23 – 25  | Gruppspel    |
| 16 december | 's-Hertogenbosch | Norge      | Spanien    | 27 – 21  | Gruppspel    |
| 16 december | 's-Hertogenbosch | Polen      | Danmark    | 21 – 29  | Gruppspel    |
| 17 december | 's-Hertogenbosch | Spanien    | Ryssland   | 26 – 26  | Gruppspel    |
| 17 december | 's-Hertogenbosch | Polen      | Makedonien | 27 – 15  | Gruppspel    |
| 17 december | 's-Hertogenbosch | Danmark    | Norge      | 19 – 28  | Gruppspel    |

## Placeringsmatcher

### Match om 11:e plats
| Lördag 19 december 1998 kl: 13:00 | Rumänien | 28 – 25 | Spanien | 's-Hertogenbosch Publik: 200 |
| Lördag 19 december 1998 kl: 13:00 |          |         |         | 's-Hertogenbosch Publik: 200 |

### Match om 9:e plats
| Lördag 19 december 1998 kl: 15:30 | Nederländerna | 19 – 32 | Ryssland | Amsterdam Publik: 2.250 |
| Lördag 19 december 1998 kl: 15:30 |               |         |          | Amsterdam Publik: 2.250 |

### Match om 7:e plats
| Lördag 19 december 1998 kl: 15:30 | Ukraina | 35 – 21 | Makedonien | 's-Hertogenbosch Publik: 400 |
| Lördag 19 december 1998 kl: 15:30 |         |         |            | 's-Hertogenbosch Publik: 400 |

### Match om 5:e plats
| Lördag 19 december 1998 kl: 13:00 | Tyskland | 23 – 26 | Polen | Amsterdam Publik: 900 |
| Lördag 19 december 1998 kl: 13:00 |          |         |       | Amsterdam Publik: 900 |

## Slutspel

### Semifinaler
| Lördag 19 december 1998 kl: 18:00 | Norge | 28 – 14 | Ungern | 's-Hertogenbosch Publik: 1.500 |
| Lördag 19 december 1998 kl: 18:00 |       |         |        | 's-Hertogenbosch Publik: 1.500 |

| Lördag 19 december 1998 kl: 18:00 | Österrike | 24 – 35 | Danmark | Amsterdam Publik: 2.700 |
| Lördag 19 december 1998 kl: 18:00 |           |         |         | Amsterdam Publik: 2.700 |

### Bronsmatch
| Söndag 20 december 1998 kl: 16:30 | Ungern | 30 – 24 | Österrike | Amsterdam Publik: 3.300 |
| Söndag 20 december 1998 kl: 16:30 |        |         |           | Amsterdam Publik: 3.300 |

### Final
| Söndag 20 december 1998 kl: 19:00 | Norge | 24 – 16 (13-7) | Danmark | Amsterdam Publik: 3.300 |
| Söndag 20 december 1998 kl: 19:00 |       |                |         | Amsterdam Publik: 3.300 |

| Europamästare: Norge (första titeln) |

## Slutplaceringar
| 1  | Norge         |
| 2  | Danmark       |
| 3  | Ungern        |
| 4  | Österrike     |
| 5  | Polen         |
| 6  | Tyskland      |
| 7  | Ukraina       |
| 8  | Makedonien    |
| 9  | Ryssland      |
| 10 | Nederländerna |
| 11 | Rumänien      |
| 12 | Spanien       |